# 2e brigade mixte (Armée populaire de la République espagnole)
Ne doit pas être confondu avec 2e Brigade Mixte.
 (mai 2023).
La deuxième brigade mixte fut une unité de l'Armée populaire de la République espagnole (en espagnol : Ejército Popular de la República) qui a combattu pendant la Guerre d'Espagne.

## Historique
L'unité a été créée le 13 octobre 1936 dans la commune de Ciudad Real. Elle a été formée à partir de milices d'Estrémadure, des milices ferroviaires et des forces militaires de la garnison de Madrid. Le chef des milices Jesús Martínez de Aragón s'est chargé du commandement de la brigade.
Après une période de formation, la brigade mixte a été amenée en train à Madrid le 15 novembre, d'où elle rejoint la ligne de front d'Ocaña-Noblejas à pied. Deux jours après, elle a été envoyée à la ville universitaire, où elle reste dans la réserve. Pendant les mois qui ont suivi, elle a défendu le secteur du mur Sud de la Casa de Campo jusqu'à la Porte de l'Ange, mais, le niveau de fatigue des troupes étant trop important, la brigade a été placée en arrière-ligne pour se réorganiser et se rééquiper. À la suite de la réorganisation générale des forces du Front de Madrid, la 2e brigade mixte a été agrégée à la 10e division d'infanterie du Corps d'armée. Entre le 9 et le 14 avril, la brigade mixte a participé à une attaque ratée sur la colline Garabitas dans laquelle elle a perdu beaucoup d'hommes, notamment le commandant de la brigade, Jesús Martínez de Aragón. Celui-ci fut remplacé par le chef d'un des bataillons, le majeur de milices Juan José Gallego Pérez, et l'unité a dû être refaite.
En juillet, la 2e brigade mixte a participé à la Bataille de Brunete, en occupant le village de Villanueva du Pardillo le 7 juillet. Le lendemain, elle a participé avec d'autres unités à la prise du Château de Villafranca, et quelques jours après, elle part pour défendre d'autres territoires, en prenant la relève de la 31e Division dans la zone de Villanueva de la Cañada, en même temps que l'épuisement de l'offensive républicaine. Après la fin des combats, l'unité est revenue à la tête madrilène, sans participer à nouveau à des opérations d'importance pendant presque un an.
Durant le printemps de l'année 1938, la 2e brigade mixte est partie au front du Levant pour essayer de freiner l'offensive franquiste, après que les Nationalistes soient arrivés jusqu'à la mer Méditerranée. Vers le 22 avril, on la retrouve dans la défense du secteur de Villafranca-Cantavieja-Iglesuela du Cid, entre les provinces de Castellón et Teruel. Dans les combats auxquels a participé la brigade, elle s'en est sortie très mal, en souffrant de fortes pertes et en passant à la réserve pour se reconstituer.
Au début de l'année 1939, la brigade s'est déplacée à la tête de l'Estrémadure et est restée encadrée dans la 64e Division du XVIIe Corps d'Armée. Elle a servi dans le secteur d'Hinojosa del Duque à Valsequillo, avec la mission d'empêcher le siège contre les forces républicaines qui se trouvaient dans la poche de Valsequillo. Pendant les jours suivants, elle a réalisé de nombreuses attaques contre les positions ennemies dans la Sierra Trapera et dans les Mocitas-Mataborrachas. Dans les derniers moments, elle a été envoyée à l'intérieur de cette poche, où elle a couvert le repli républicain. La 2e brigade mixte est sortie très endolorie de la bataille de Valsequillo, en se voyant obligée de réduire sa taille à deux bataillons, parce qu'elle a été retirée à Sainte Eufemia pour un nouveau redéploiement. Malgré le fait qu'en octobre de 1938 les brigades mixtes aient reçu le mandat de rédiger un historique opérationnel de chaque unité, on ne sait pas vraiment comment elle a fini. Elle se trouvait certainement dans le Levant espagnol lorsqu'elle a cessé de combattre.

## Commandements

### Commandants
- Commandant de milices Jesús Martínez de Aragón
- Commandant de milices Juan José Gallego Pérez
- Commandant de milices Ignacio Esnaola Iraola
- Commandant de milices Carlos Cornejo

### Commissaires
- Felipe Gómez Hernando
- Antonio Jiménez Soler, du PCE[5]